# 富山市立新庄中学校
富山市立新庄中学校（とやましりつ しんじょうちゅうがっこう）は、富山県富山市荒川五丁目（新庄地区）にある公立中学校。

## 沿革

### 年表
- 1947年4月1日 - 富山市立新庄小学校において開校（4月15日に開校式を挙行。全校生徒277名）[2]。
- 1949年7月21日 - 新校舎落成（荒川2）[2]。
- 1951年12月8日 - 校歌制定[2]。
- 1954年
  - 6月30日 - 体育館完成[2]。
  - 同年中 - 屋外運動場建設。
- 1956年9月30日 - 校旗樹立式[2]。
- 1960年7月16日 - 水泳プール竣工式[2]。
- 1971年6月12日 - 新校舎第一期工事竣工[2]。
- 1972年12月23日 - 体育館の移動改築工事完了[2]。
- 1973年8月1日 - 水泳プール浄化装置完成[2]。
- 1974年11月6日 - 新校舎第二期工事竣工[2]。
- 1976年10月31日 - 後庭造成工事完了[2]。
- 1977年12月7日 - グラウンド第1期工事完了[2]。
- 1988年 - 富山市立藤ノ木小学校下の生徒を富山市立藤ノ木中学校へ分離[3]
- 2005年 - 大規模改修工事（耐震工事）

### 受賞
- 1967年 学研全国優良校
- 1992年 富山県交通安全功労団体表彰
- 1968年 第51回全国教育美術展学校賞

## 教育方針

### 校訓
自主性に富み、社会に役立ち、心豊かな人間になる

### 目指す生徒像
- 知性を磨く生徒
- 意力を鍛える生徒
- 真心をもって行動する生徒

## 学校行事

### 1学期
- 4月 - 始業式・入学式・各種検診・前期生徒会役員認証式・創校記念式・家庭訪問・PTA総会
- 5月 - 前期生徒総会・3年修学旅行・1年宿泊学習・中間考査・2年宿泊学習
- 6月 - 授業参観・部活参観・市春季総体・期末考査・市民体育大会
- 7月 - 保護者懇談会・県選手権大会・終業式・県民体育大会
- 8月 - 北信越大会

### 2学期
- 8月 - 始業式
- 9月 - 体育大会・市秋季大会・14歳の挑戦・県中学駅伝
- 10月 - 学習発表会（合唱コンクール）
- 11月 - 期末考査
- 12月 - 保護者懇談会・終業式

### 3学期
- 1月 - 始業式・書初め大会・市冬季大会・スキー教室（1年）
- 2月 - 授業参観・学年懇談会・学年末考査
- 3月 - 卒業式・修了式

## 学区
富山市立新庄小学校・富山市立新庄北小学校の全域、富山市立広田小学校・富山市立針原小学校の一部地域

## 交通
- 富山地方鉄道本線東新庄駅より徒歩10分